# Lesnoj (oblast Sverdlovsk)
Lesnoj (Russisch: Лесной; letterlijk "bos") is een Russische gesloten stad in oblast Sverdlovsk op de oostelijke hellingen van de Centrale Oeral aan de rivier de Toera (zijrivier van de Tobol; stroomgebied van de Ob). Ze ligt op ongeveer 254 kilometer ten noorden van Jekaterinenburg. Ten zuidoosten van Lesnoj ligt Nizjnjaja Toera tegen de stad aan. De plaats Jelkino (1300 inwoners) valt onder het bestuur van Lesnoj. Na Novo-oeralsk is het de grootste gesloten stad van oblast Sverdlovsk.

## Geschiedenis en economie
De plaats werd gesticht in 1947 als Sverdlovsk-45 toen er een besluit kwam over de vestiging van een fabriek in de Centrale Oeral waar het nieuwste militair materieel zou moeten worden geproduceerd. De fabriek, fabriek 418 genoemd, kreeg als belangrijkste activiteit de productie van verrijkt uranium. In 1954 kreeg de plaats de stadsstatus. Eind jaren 50 werd een gedeelte van fabriek 418 ingezet voor de productie en opslag (later ook ontmanteling) van atoomwapens (duplicatie van een bestaande fabriek in Arzamas-16, Sarov, oblast Nizjni Novgorod) en kreeg de naam Elektrochimpribor combinatie. Deze werd uiteindelijk de grootste van Rusland en heeft een aantal ondersteunende fabrieken op andere locaties. Na het uiteenvallen van de Sovjet-Unie wordt het complex vooral gebruikt voor de tijdelijke opslag van componenten van splijtingsmaterialen voordat ze worden ontmanteld in Majak of Seversk. Hiernaast richt deze zich nu toe op onder andere chemische technologie, productieprocessen op het gebied van kernenergie (zoals stabiele isotopen), radiochemie (o.a. productie van instrumenten voor het meten van radioactiviteit), onderdelen voor de aardgasindustrie en consumentengoederen als wasmachines en televisies. In Elektrochimpribor werken ongeveer 10.000 mensen. Hiernaast zijn er fabrieken voor de productie van asfalt, beton en levensmiddelen. De stad heeft ook een afdeling van het Fysisch-Technisch Staatsinstituut van Moskou (Mephi; Technische natuurkunde) en een theater en een vaderlandsmuseum.
Op 2 kilometer ten zuidoosten van Lesnoj bevindt zich een spoorwegstation in Nizjnjaja Toera.

### Amerikaanse websites
- nti.org: Lesnoy (Sverdlovsk-45) Overview - laatste update 9 oktober 2002 (Engels)
- global security.org: Sverdlovsk-45 / Lesnoy Plant 418 / Combine "Electrochimpribor" (Engels)

### Kaartmateriaal
- Yandexkaart (Cyrillisch schrift)

Bestuurlijk centrum: Jekaterinenburg

Alapajevsk · Aramil · Artjomovski · Asbest · Berjozovski · Bogdanovitsj · Degtjarsk · Irbit · Ivdel · Kamensk-Oeralski · Kamysjlov · Karpinsk · Katsjkanar · Kirovgrad · Koesjva · Krasnotoerinsk · Krasno-oefimsk · Krasno-oeralsk · Lesnoj · Michajlovsk · Nevjansk · Nizjnjaja Salda · Nizjnjaja Toera · Nizjni Tagil · Nizjnieje Sergi · Novaja Ljalja · Novo-oeralsk · Pervo-oeralsk · Polevskoj · Revda · Rezj · Serov · Severo-oeralsk · Soechoj Log · Sredneoeralsk · Sysert · Talitsa · Tavda · Toerinsk · Verchnjaja Pysjma · Verchnjaja Salda · Verchnjaja Toera · Verchni Tagil · Verchotoerje · Voltsjansk · Zaretsjny